# 후원 (전한)
후원(後元)은 중국 전한(前漢) 무제(武帝)의 열한번째이자 마지막 연호이다. 기원전 88년에서 기원전 87년까지 2년 동안 사용하였다.

## 연대대조표
| 후원                | 원년        | 2년         |
| 서력                | 기원전 88년 | 기원전 87년 |
| 육십간지 (六十干支) | 계사(癸巳)  | 갑오(甲午)  |

## 같이 보기
- 중국의 연호

| 이전 연호 정화(征和) | 중국의 연호 전한(前漢) | 다음 연호 시원(始元) |